# Sophie Vaillancourt
Sophie Vaillancourt (née le 18 février 1986 à Montréal au Québec, Canada) est une chanteuse québécoise.

## Biographie
Lorsqu'elle atteint l'âge de 19 ans, Sophie devient mannequin pour l'agence Folio Montréal.
Sa carrière de chanteuse débute lors de sa participation à l'émission de télé-réalité Star Académie 2009. Dans le cadre de cette émission, elle participe à la publication d'un album, Star académie 2009, sur lequel elle interprète Et dans 150 ans, chanson écrite par Raphaël. Cet album est vendu à plus de 210 000 exemplaires à ce jour, devenant du coup  double disque de platine. S'ensuit une tournée de plusieurs spectacles autour du Québec, incluant un spectacle au Centre Bell.
Elle chante aussi en duo avec Maxime Landry la chanson Fuir le bonheur de peur qu'il ne se sauve écrite par Serge Gainsbourg et qui se retrouve sur l'album double platine Vox pop. Cette chanson se hisse en tête du palmarès québécois.
En 2010, elle tient un rôle dans la comédie musicale Big Bazar, soit celui de la poupée d'amour, pour lequel la critique lui est favorable,.
Sophie fait aussi partie des beautés pour l'émission Le Banquier, une version québécoise de Deal or No Deal, tenant la valise numéro 2 durant les saisons 2009 et 2010.
En 2011, elle termine son baccalauréat en enseignement préscolaire et primaire à l'Université de Montréal.
En 2020, elle est l'une des animatrices de l'émission éducative Matières à emporter, coproduite par Savoir média et le ministère de l'Éducation du Québec.